# Tshouhtshisoaivi
Tshouhtshisoaivi är ett berg i Finland. Det ligger i Enontekis i landskapet Lappland, i den norra delen av landet, 1 000 km norr om huvudstaden Helsingfors. Toppen på Tshouhtshisoaivi är 781 meter över havet.
Terrängen runt Tshouhtshisoaivi är platt österut, men västerut är den kuperad.  Trakten runt Tshouhtshisoaivi är nära nog obefolkad, med mindre än två invånare per kvadratkilometer. Det finns inga samhällen i närheten. Omgivningarna runt Tshouhtshisoaivi är i huvudsak ett öppet busklandskap.